# Charles-François Poerson

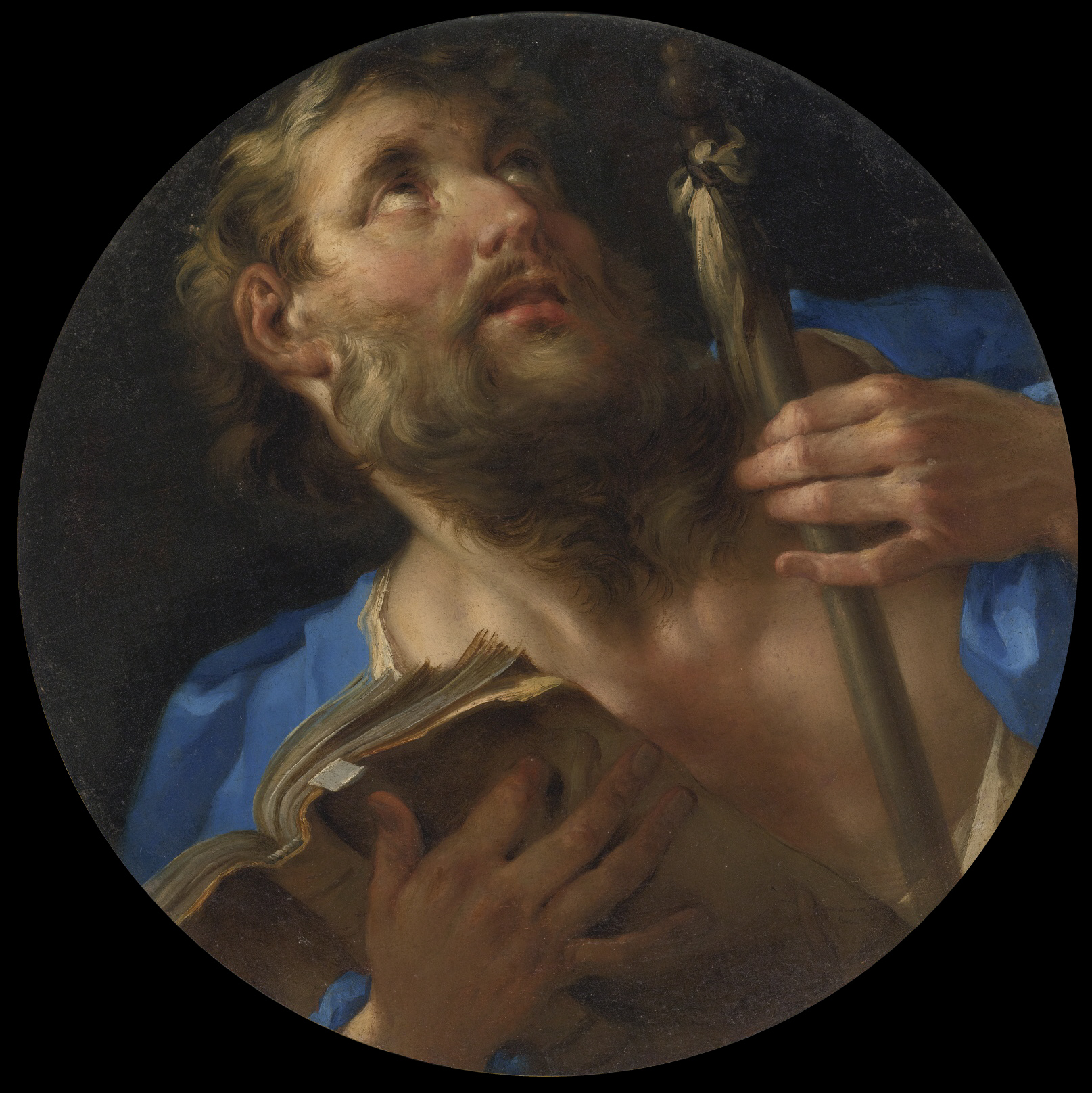
Santiago el menor, óleo sobre lienzo atribuido a Poerson. Subastado en Sotheby's de Nueva York en 2013.

Charles François Poerson (París 1653, Roma 2 de septiembre de 1725) fue un pintor del barroco francés. 
Alumno de Noël Coypel y de su padre Charles Poerson, a su vez antiguo alumno de Simon Vouet. Participó sobre todo en la decoración del Hotel de los Inválidos. Fue director de la Academia de Francia en Roma, de 1704 hasta su muerte, en 1725. 
Fue también director (o Principe) de la Academia de San Lucas de Roma, en 1714 y en 1718. 
Está enterrado en Roma en la Iglesia de San Luis de los Franceses. Su tumba se atribuye al escultor Pierre de L'Estache, director de la Academia de Francia en Roma de 1737 a 1738.
En el Palacio de Fontainebleau está su obra Dispute de Neptune et de Minerve, y en Versalles Union de l'Académie royale de Paris et de l'Académie de Saint-Luc à Rome.